# Hiltrudia mathildae
Hiltrudia mathildae is een slakkensoort uit de familie van de Hygromiidae. De wetenschappelijke naam van de soort is voor het eerst geldig gepubliceerd in 1881 door Westerlund.